# شیپلیک
شیپلیک (به انگلیسی: Shiplake) یک روستا و محله مدنی در بریتانیا است که در آکسفوردشر جنوبی واقع شده‌است. شیپلیک ۴٫۴۴ کیلومتر مربع مساحت و ۱٬۹۵۴ نفر جمعیت دارد.